# يو إف سي ليلة القتال: ووكر ضد مينغيانغ
يو إف سي ليلة القتال: ووكر ضد مينغيانغ (بالإنجليزية: UFC Fight Night: Walker vs. Zhang) (المعروف أيضًا باسم يو إف سي فيغاس 257 ويو إف سي على إي إس بي إن+ 115) هو حدث قادم لفنون القتال المختلطة ستُنظمته يو إف سي، وسيُقام في 23 أغسطس 2025، على ملعب شنغهاي الداخلي في شانغهاي، الصين.